# Cerje Nebojse
Cerje Nebojse falu Horvátországban, Varasd megyében. Közigazgatásilag  Maruševechez tartozik.

## Fekvése
Varasdtól 14 km-re délnyugatra, községközpontjától Maruševectől 3 km-re délre a Zagorje hegyeinek keleti lábánál, enyhén dombos vidéken fekszik.

## Története
Cerje neve a 14. század elején bukkan fel a korabeli forrásokban, amikor a johanniták megkapták adománykánt Cerje birtokát, valamint Béla és Ivánc várát. A birtok a 15. század közepén világi földesurak kezére került. Tulajdonosai voltak Tallóczy Matkó, Vitovec Iván, Mátyás király és fia, Corvin János is. Corvin János 1500 körül, Bélával és Ivaneccel együtt eladta a gersei Pethő családnak, akik a birtokot 1730-ig a család kihalásáig meg is tartották. 
1542-ben a falu mellett nagy csata dúlt az Ulama bég vezette török és a Zrínyi Miklós horvát bán vezette horvát sereg között. A csatában a horvátok sok törököt vágtak le, még többet ejtettek foglyul. A vesztes török sereg maradékai rabolva és pusztítva Ludbregen és Kaproncán át Verőce felé vonultak vissza. Zrínyi Miklós egyik levelének tanúsága szerint itt gyilkolták meg Petrichevich Ferenc és bűntársai 1652 júniusában Gregoróczy Ferenc szredicskói várkapitányt.
1857-ben 127, 1910-ben 328 lakosa volt. 1920-ig Varasd vármegye Ivaneci járásához tartozott. 
2001-ben 142 háza 455 lakosa volt.

## Nevezetességei
- Gradišće nevű régészeti lelőhelye, egykori várhely.
- 19. századi nemesi kúria.
- Népi építészet.

## Külső hivatkozások
- A község hivatalos oldala
- A község információs portálja
- Hadtörténeti Közlemények 1999. évi 3. szám
- Az ivaneci uradalom története